# Fred Donner
Fred McGraw Donner (* 1945 in Washington, D.C.) ist ein US-amerikanischer Historiker für die Geschichte des Nahen Ostens und Islamwissenschaftler an der University of Chicago.
Im Zentrum von Donners Forschungen steht die historisch-kritische Betrachtung der Entstehung des Islam. Donner setzte sich in zahlreichen Arbeiten mit der revisionistischen Islamwissenschaft auseinander. In diesem Zusammenhang lehnte er deren extreme Ausprägung ab, die die islamische Überlieferung zur frühislamischen Geschichte vollständig verwirft. Dennoch sind Donners Arbeiten (nach seinem Werk The Early Islamic Conquests) von einer eher skeptischen Grundhaltung bezüglich der frühislamischen Überlieferung geprägt, zumal er die kritische Haltung der revisionists bezüglich der islamischen Quellen für berechtigt hält. Donner vertritt in den letzten Jahren sogar die Position, dass der Islam als eine „Bewegung von Gläubigen“ entstand, in der ursprünglich auch Christen und Juden als gleichberechtigte Mitglieder eingeschlossen waren, und dass eine Abspaltung von diesen erst seit dem späten 7. Jahrhundert stattfand.

## Leben
Donner wurde in Washington, D.C. geboren und wuchs in Basking Ridge, New Jersey, auf. 1968 schloss er seinen Bachelor of Arts in Oriental Studies an der Princeton University ab. Von 1966 bis 1967 unterbrach er sein Studium, um am Middle East Centre for Arab Studies (MECAS) in Shemlan im Libanon Arabisch zu lernen. Von 1968 bis 1970 diente er in der US Army, u. a. 1969/70 in Herzogenaurach in Deutschland. 1970–71 studierte er orientalische Philologie an der Friedrich-Alexander-Universität Erlangen-Nürnberg. Danach ging er zurück nach Princeton, um seine Doktorarbeit zu schreiben. 1975 erlangte Donner seinen Ph.D. in Near Eastern Studies.
Von 1975 bis 1982 lehrte er die Geschichte des Mittleren Ostens an der Universität von Yale. 1982 wurde er Professor an der Universität von Chicago am Oriental Institute and Department of Near Eastern Languages and Civilizations. Von 1997 bis 2002 war er dessen Präsident.
Von 1992 bis 1994 war Donner Präsident der Middle East Medievalists. Von 1992 bis 2011 war er Herausgeber der Zeitschrift Al-Usur al-Wusta: The Bulletin of Middle East Medievalists 2007 erhielt Donner ein Guggenheim-Stipendium zur Erforschung arabischer Papyri aus dem ersten Jahrhundert der islamischen Geschichte aus Sammlungen in Paris, Wien, Oxford und Heidelberg.
Von 2009 bis heute war Donner Direktor des Center for Middle Eastern Studies der Universität von Chicago. Momentan ist Donner der Präsident der Middle East Studies Association of North America (MESA). Er war Mitglied der MESA seit 1975 und von 1992 bis 1994 Mitglied im Board of Directors von MESA. 2008 erhielt er den Jere L. Bacharach Service Award der MESA. Donner ist auch Mitglied der American Oriental Society. 

## Forschung
Donners Buch The Early Islamic Conquests (1981) wurde als „meisterhaft“ und als „ein wichtiger Beitrag zum Verständnis der frühislamischen Geschichte“ gewürdigt. Donner übersetzte 1993 auch einen Band des Geschichtswerkes von at-Tabarī.
In seinem Werk Narratives of Islamic Origins von 1998 setzte sich Donner mit der frühislamischen Überlieferung auseinander. Donner bezeichnet die Extremposition in der Forschung, die die gesamte frühislamische Überlieferung in Frage stellt, als skeptical approach. Er meint damit nicht, dass diese Forscher nur skeptisch gegenüber der Quellenüberlieferung sind – wofür auch Donner plädiert, besonders im Hinblick auf die islamische Geschichtsschreibung zu den Eroberungen, die mit einem deutlich zeitlichen Abstand zu den beschriebenen Ereignisse verfasst worden ist –, sondern den Aussagewert der frühislamischen Überlieferung insgesamt faktisch vollständig bestreiten. So argumentierte Donner durchaus für ein frühes Entstehungsdatum des Korantextes. Damit reagierte Donner insbesondere auf die Theorie einer späten Kanonisierung des Korantextes, wie sie von John Wansbrough und Yehuda D. Nevo vorgeschlagen worden war. Das Werk zeigt, wie das Bedürfnis nach Legitimation von Herrschaft in der sich entwickelnden islamischen Gemeinde jene Themen hervorbrachte, die im Zentrum der islamischen Geschichtsschreibung stehen, insbesondere Prophetentum, Gemeinschaft, Hegemonie und Führung. Donner plädierte in diesem Zusammenhang für eine kritische Quellenbetrachtung, die auch den jeweiligen historischen Kontext einbezieht.
2010 veröffentlichte Donner sein Hauptwerk Muhammad and the Believers: At the Origins of Islam. Darin legt Donner sein Verständnis von der Entstehung jener religiösen Bewegung dar, die später unter dem Namen Islam bekannt wurde. Aufgrund der historischen Kritik der klassischen islamischen Überlieferungen, die erst 150-200 Jahre nach Mohammed geschrieben wurden, kommt Donner zu einem anderen als dem überlieferten Bild. Donners Hauptthese ist, dass der Islam als eine „Bewegung von Gläubigen“ („believers' movement“) begann, die von Mohammed initiiert wurde und neben den Anhängern der Botschaft des Koran auch Christen und Juden als gleichberechtigte Mitglieder umfasste. Erst unter Abd al-Malik (685-705) begann der Islam sich von Christen und Juden zu lösen.
Diese These wurde bereits 1993 in London auf einem Workshop mit dem Titel „Late Antiquity and Early Islam“ vorgestellt. Erstmals veröffentlicht wurde die These in dem Artikel „From Believers to Muslims“ in der Zeitschrift Al-Abhath 50-51 (2002–2003), S. 9–53.

## Rezeption und Kritik
Fred Donner ist in der Fachwelt als ein führender Forscher der frühislamischen Geschichte anerkannt. Seine neuere These von der Frühzeit des Islam als einer Art „ökumenischer“ Bewegung von „Gläubigen“ fand ein positives Echo in der Öffentlichkeit.
Patricia Crone (eine führende Vertreterin der revisionistischen Fachrichtung) meint hingegen, dass die These von Fred Donner auf einem schwachen Fundament aufgebaut sei. Neben einigen Koranversen, die Juden und Christen als „Gläubige“ ansprechen, würde sich Donner auf unbelegte Vermutungen stützen. Die positive Aufnahme in der Öffentlichkeit rühre daher, dass Donner ein Bild des Islam zeichne, das dem Zeitgeist entgegen komme, so Crone.

## Werke
- The Early Islamic Conquests (Princeton University Press, 1981) ISBN 0-691-05327-8
- The History of al-Tabari (Vol. 10): The Conquest of Arabia (State University of New York Press, 1993) ISBN 0-7914-1072-2 (Übersetzung)
- Narratives of Islamic Origins: The Beginnings of Islamic Historical Writing (Darwin Press, 1998) ISBN 0-87850-127-4
- Muhammad and the Believers. At the Origins of Islam (Harvard University Press, 2010)  ISBN 978-0-674-05097-6